# Federico Crosato
Federico Crosato (Treviso, 22 maggio 2002) è un pallavolista italiano, centrale della Sir Safety Perugia.

## Carriera

### Club
La carriera di Federico Crosato inizia nel Treviso nella stagione 2018-19, in Serie B, con cui resta per tre annate. Nella stagione 2021-22 esordisce in Superlega, grazie all'ingaggio da parte del Padova, a cui è legato per altre quattro annate, per poi passare alla Sir Safety Perugia, sempre nella massima divisione nazionale, per il campionato 2025-26.

### Nazionale
Nel 2018 è convocato nella nazionale italiana under 18 e nel 2019 in quella under 19, vincendo l'argento al campionato WEVZA e l'oro sia al XV Festival olimpico estivo della gioventù europea che al campionato mondiale. Si laurea nel 2020 vicecampione d'Europa e nel 2021 campione del Mondo con la selezione under 21, mentre nel 2022 conquista l'oro al campionato europeo con la nazionale under 22.
Nel 2022 ottiene le prime convocazioni nella nazionale maggiore con cui vince, nello stesso anno, la medaglia di bronzo ai XIX Giochi del Mediterraneo, per poi aggiudicarsi, nel 2025, il bronzo ai XXXII Giochi mondiali universitari estivi.

## Palmarès

### Nazionale (competizioni minori)
- Campionato WEVZA under 19 2019
- Festival olimpico estivo della gioventù europea 2019
- Campionato mondiale under 19 2019
- Campionato europeo under 21 2020
- Campionato mondiale under 21 2021
- Giochi del Mediterraneo 2022
- Campionato europeo under 22 2022
- Giochi mondiali universitari estivi 2025